# Robert A. Borski, Jr.
Robert Anthony Borski, Jr. (Filadelfia, 20 ottobre 1948) è un politico statunitense, membro della Camera dei Rappresentanti per lo stato della Pennsylvania dal 1983 al 2003.

## Biografia
Nato a Filadelfia, dopo la laurea Borski lavorò come agente di cambio. Entrato in politica con il Partito Democratico, nel 1976 ottenne un seggio all'interno della legislatura statale della Pennsylvania, dove restò per sei anni.
Nel 1982 si candidò alla Camera dei Rappresentanti in un distretto congressuale che era stato ridefinito in seguito al censimento e riuscì a farsi eleggere sconfiggendo il deputato repubblicano Charles F. Dougherty. Negli anni successivi Borski fu rieletto deputato per altri nove mandati, sconfiggendo in altre tre occasioni l'ex deputato Dougherty.
Nel 2002, in seguito ad un nuovo censimento, i distretti della Pennsylvania vennero ridisegnati e quello di Borski fu smantellato; parte del vecchio territorio confluì nel distretto rappresentato dal collega Joe Hoeffel; Borski decise di non sfidarlo nelle primarie e annunciò il suo pensionamento, lasciando così il Congresso dopo vent'anni di permanenza.